# Astrid la Cour
Astrid la Cour (født 13. april 1974 i Tommerup) er direktør for Statens Museum for Kunst (fra 1. maj 2023), og tidligere direktør for Frederiksbergmuseerne (2015-2023)
La Cour voksede op i en landsmandsfamilie ved Tommerup på Fyn.
En interesse for kunst fik hun gennem sommerophold på Askov Højskole, hvor hendes faster underviste i tegning, maling og keramik.
La Cour begyndte oprindeligt på lærerseminariet, men efter et år skiftede hun til kunsthistorieuddannelsen på Aarhus Universitet.
Herfra blev hun i 2004 cand.mag. i æstetik og kultur.
Efter uddannelsen kom la Cour til at arbejde som kunstanmelder på Berlingske og kulturkonsulent i Frederiksberg Kommune.
I 2013 blev la Cour kunstnerisk leder af Cisternerne i Søndermarken og Møstings Hus ved Frederiksberg Have. 
I Cisternerne organiserede hun udstillinger med blandt andet Ingvar Cronhammar og Martin Hall.
Hun blev den 1. maj 2015 direktør i paraplyen Frederiksbergmuseerne, som omfattede Bakkehusmuseet, Revymuseet og Storm P. Museet samt Cisternerne og Møstings Hus.
Den 1. maj 2023 overtog la Cour direktørstillingen på Statens Museum for Kunst efter Mikkel Bogh.
I den forbindelse fremdrog kulturminister Jakob Engel-Schmidt la Cours "strategiske mindset, solide ledelseserfaring" og "stærke kunstfaglige visioner" som grundene til at hun var den rette til at stå i spidsen for institutionen.
La Cour sidder i bestyrelsen for Den Hirschsprungske Samling,
Museum Odense, Fonden Kunsthal Spritten, Jens Søndergaard og Hustrus Mindelegat og Ingeniør J. Rum og Hustrus Fond.
Derudover har hun tilknytning til Det Danske Kulturinstitut som medlem af repræsentantskabet.
Efter la Cour blev direktør for SMK indtrådte hun i Kulturværdiudvalget.
La Cour modtog i 2022 Carl Jacobsens Museumsmandslegat.
En analyse udgivet i slutningen af 2024 i Akademikerbladet satte la Cour ind på andenpladsen i listen over danske kulturfolk med det mest magtfulde netværk. På listen var hun da kun overgået af Rikke Øxner.